# Ruggero di Hoveden
Ruggero di Hoveden o di Howden (Howden, ... – 1201) è stato uno scrittore inglese del XII secolo.

## Vita
Nato a Howden nell'East Riding of Yorkshire, fu al servizio di Enrico II d'Inghilterra.
Nell'agosto del 1190 partì per la Terza crociata da Marsiglia al seguito di Riccardo I d'Inghilterra, tornò in patria nel 1192. 
Tra il 1191 ed il 1192 durante il viaggio di ritorno dalla crociata Ruggero di Hoveden passò per Roma dove fu testimone di alcuni fatti dell'epoca come la distruzione di Tusculum.

## Opere
- Gesta Henrici II et Gesta Regis Ricardi (1192)
- Chronica (1192)
- Historia Saxonum sive Anglorum post obitum Bedae (1150)
- Melrose Chronicle (1170)